# 上田定行
上田 定行（うえだ さだゆき、1959年10月3日 - ）は、俳優・ナレーター・ラジオパーソナリティ。

## 来歴・人物
名古屋市中川区東起出身。名古屋市立荒子小学校、名古屋市立一柳中学校、愛知県立惟信高等学校、名城大学理工学部卒業。
1987年より名古屋でタレント活動を開始。当初は名古屋を拠点に活動する劇団「少年ボーイズ」に籍を置いていたが、その後フリー転向を経てセントラルジャパンに所属。
少年ボーイズ所属時からCMのナレーションを数多く担当しており、中京地区のテレビやラジオでは声を耳にすることが多いナレーターの1人である。主に渋い声を特徴とする。また、東海ラジオの『サンデー・イン・ザ・パーク』ほかでパーソナリティを務めるなど、番組方面にも活動の場を持つ。2008年2月9日、東海ラジオアナウンサーの原光隆とともに講談デビューをした。
趣味はトライアスロン。

## 出演

### テレビ番組
全てナレーション担当。
- ぴーかんテレビ 元気がいいね! （東海テレビ）
- Bella → Bella II → Bella Spirito （名古屋テレビ）
- ウドちゃんの旅してゴメン（メ〜テレ）
- UP! （メ〜テレ）
- Cheers! （中京テレビ）

### ラジオ番組
- Heat Wave 80.7（FM愛知、 - 1993年3月）[1]
- CBCドラゴンズナイター（CBCラジオ、タイトルコール・ジングル担当、CBCナイター速報或はCBCデーゲーム速報の声）
- ラジオテリアPM3 （東海ラジオ、1997年 - 1998年）
- さんでーチキチキきゃんでぃ（東海ラジオ、1998年 - 1999年）
- 夜はこれから（東海ラジオ、2002年 - 2003年）
- サンデー・イン・ザ・パーク（東海ラジオ、メインパーソナリティ）
- ミッドナイト東海21 （東海ラジオ、木曜日担当 2010年4月5日 - 2012年9月28日）[1]
- ラジオリビング（東海ラジオ、火・水曜）　平日昼ワイド内（15:20頃）、ショッピングキャスター

### CM
全てナレーション担当。
- アサヒドーカメラ・メーカー協賛 新春カメラフェア（テレビCM）
- スギ薬局
- マルシンフーズ
- 名古屋トヨペット（ラジオCM）
- ダイドー
- イワタ建設
- 手力雄神社（ZIP-FM限定CM）
- NTTドコモ
- ナビクル（ZIP-FM限定CM）
- G-SITE
- チューリッヒ自動車保険（ZIP-FM限定CM）
- 酒ゃビック（ラジオCM）
- 伊賀肉金谷
- トヨタL&F中部
- H.I.S（テレビCM。中京地区限定）

ほか